# Rutger Gooswijn Moedel van den Hout

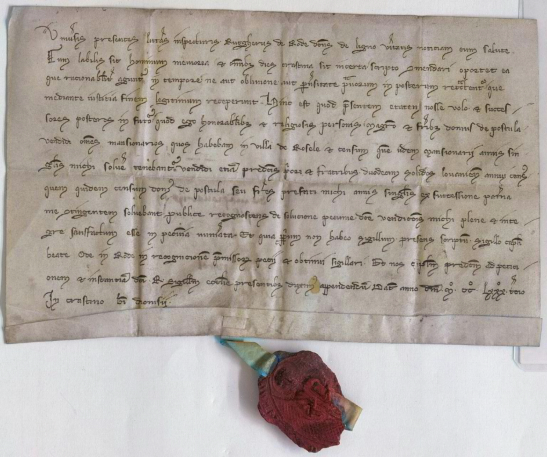
Oorkonde van verkoop hoevenaars van Rutgherus de Rode dictus de Ligno (Rutger van Rode gezegd van den Hout) aan de Abdij van Postel in 1283. Bezegeld met het zegel van het kapittel van Sint-Oedenrode.

Rutger Gooswijn Moedel van den Hout was een Brabants edelman en stadsbestuurder uit het geslacht Van Rode. Ook was hij een van de bewoners van Slot Ten Hout in St. Oedenrode. Hij was de zoon van Gooswijn Moedel van Mierlo, heer van Rode en Mierlo en de broer van Hendrik II van Mierlo, tevens heer van Rode en Mierlo en later hoogschout van 's-Hertogenbosch. 

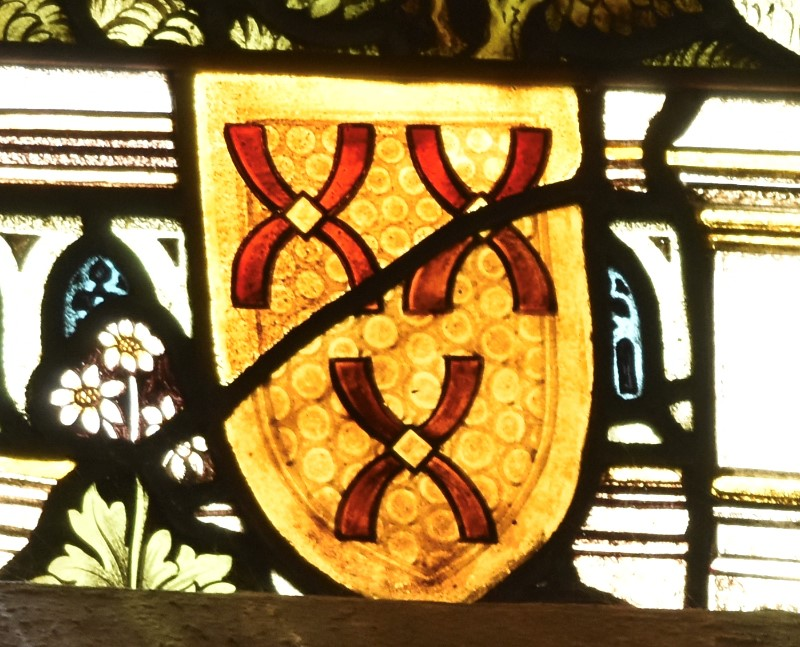
Geslachtswapen van het geslacht Van Rode, met als kernelement drie molenijzers.

Hij bezat naast het Slot Ten Hout ook het Slot Ten Bogarde, goederen in de buurt van Scheepstal en de molen te Son. In 1283 verkoopt hij zijn hoevenaars en bijhorende cijns te Reusel aan de Abdij van Postel blijkens een goed bewaarde verkoopakte. In 1335 wordt Rutger van den Hout (de Ligno) vermeld als schepen van St. Oedenrode.
Rutger trouwde met jonkvrouw Gertrudis van Busselen, een dochter van Godevaart van Busselen. Ze kregen verschillende kinderen, waaronder een gelijknamige zoon Rutger.